# Lachau
 (août 2020).
Lachau est une commune française située dans le département de la Drôme en région Auvergne-Rhône-Alpes.

## Géographie

### Localisation
Lachau est situé dans le sud de la Drôme, à 9 km de Séderon.

### Relief et géologie
La commune est entourée de montagnes parmi lesquelles on remarque celle du château (La montagne de Riable) couverte de ruines médiévales, et celle de Pied de Mulet qui renferme une grotte[réf. nécessaire].

### Hydrographie
La commune est arrosée par la Méouge et la Lozance[réf. nécessaire].

### Climat
Pour des articles plus généraux, voir Climat d'Auvergne-Rhône-Alpes et Climat de la Drôme.
En 2010, le climat de la commune est de type climat méditerranéen altéré, selon une étude du CNRS s'appuyant sur une série de données couvrant la période 1971-2000. En 2020, Météo-France publie une typologie des climats de la France métropolitaine dans laquelle la commune est exposée à un climat de montagne ou de marges de montagne et est dans la région climatique  Alpes du sud, caractérisée par une pluviométrie annuelle de 850 à 1 000 mm, minimale en été. 
Pour la période 1971-2000, la température annuelle moyenne est de 10,4 °C, avec une amplitude thermique annuelle de 16,8 °C. Le cumul annuel moyen de précipitations est de 994 mm, avec 7,5 jours de précipitations en janvier et 4,8 jours en juillet. Pour la période 1991-2020, la température moyenne annuelle observée sur la station météorologique de Météo-France la plus proche, sur la commune de Séderon à 9 km à vol d'oiseau, est de 9,7 °C et le cumul annuel moyen de précipitations est de 1 032,4 mm,. Pour l'avenir, les paramètres climatiques de la commune estimés pour 2050 selon différents scénarios d'émission de gaz à effet de serre sont consultables sur un site dédié publié par Météo-France en novembre 2022.

### Voies de communication et transports
La commune est desservie par la ligne de bus no 43 (Laragne - Mévouillon).

## Urbanisme

### Typologie
Au 1er janvier 2024, Lachau est catégorisée commune rurale à habitat dispersé, selon la nouvelle grille communale de densité à 7 niveaux définie par l'Insee en 2022.
Elle est située hors unité urbaine et hors attraction des villes,.

### Occupation des sols
L'occupation des sols de la commune, telle qu'elle ressort de la base de données européenne d’occupation biophysique des sols Corine Land Cover (CLC), est marquée par l'importance des forêts et milieux semi-naturels (76,8 % en 2018), une proportion sensiblement équivalente à celle de 1990 (77,3 %). La répartition détaillée en 2018 est la suivante : 
forêts (42,9 %), milieux à végétation arbustive et/ou herbacée (32,7 %), terres arables (8,8 %), zones agricoles hétérogènes (7,6 %), prairies (6,8 %), espaces ouverts, sans ou avec peu de végétation (1,2 %). L'évolution de l’occupation des sols de la commune et de ses infrastructures peut être observée sur les différentes représentations cartographiques du territoire : la carte de Cassini (XVIIIe siècle), la carte d'état-major (1820-1866) et les cartes ou photos aériennes de l'IGN pour la période actuelle (1950 à aujourd'hui).

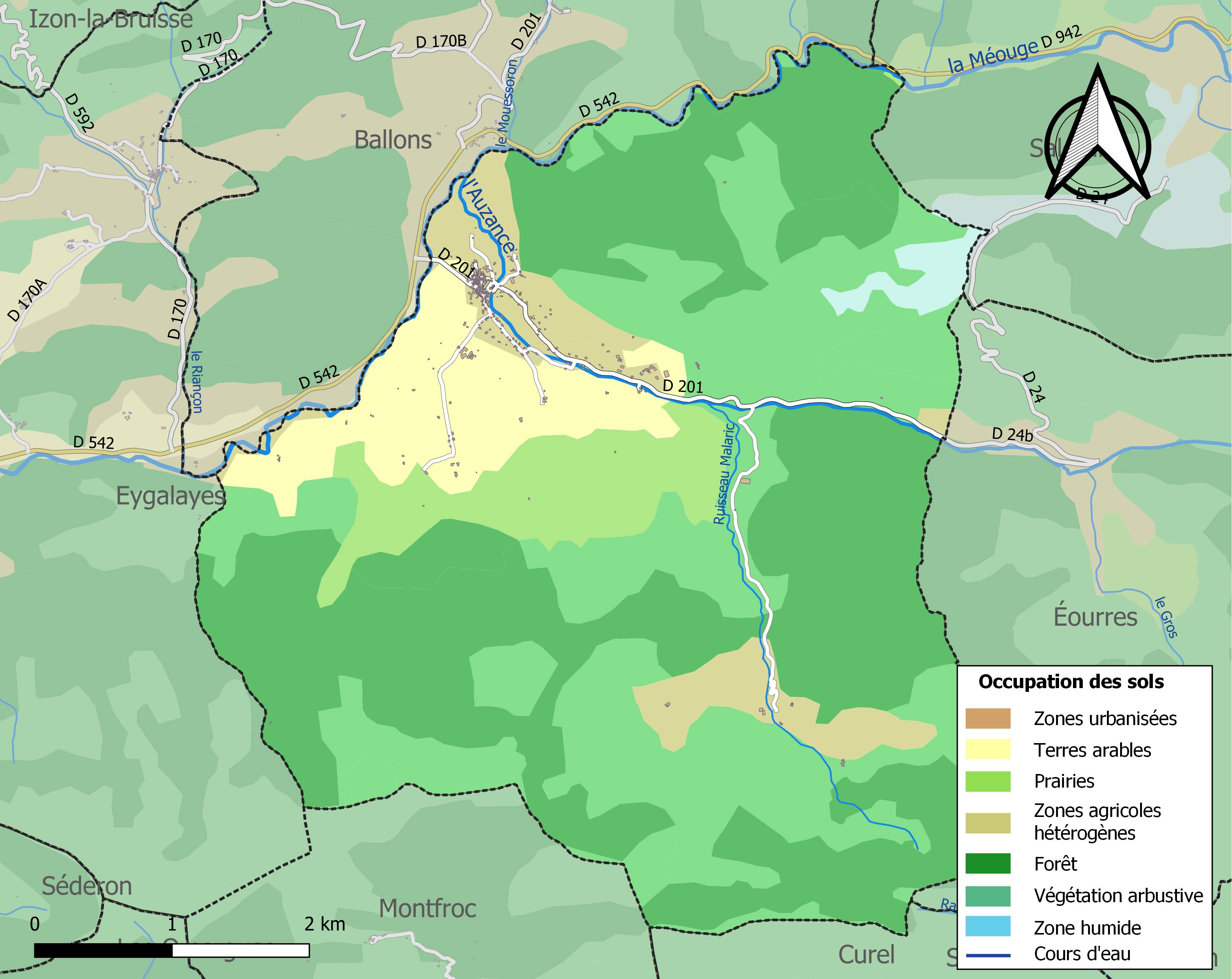
Carte des infrastructures et de l'occupation des sols de la commune en 2018 (CLC).

### Morphologie urbaine

#### Hameaux et lieux-dits
Le hameau et le quartier l'Adret est attesté en 1891. Il était dénommé les defends de Ladret en 1748 (archives de la Drôme, E 3179) et Ladrech en 1754 (archives de la Drôme, E 3184).

## Toponymie

### Attestations
- 1209 : homines Calmae et Calma (Valbonnais, I, 19)[14].
- 1217 : La Calm (chanson de la croisade des Albigeois)[14].
- 1277 : castrum de Lachal (petit inventaire des dauphins, 8)[14].
- 1289 : Chalma (Valbonnais, II, 52)[14].
- 1308 : mention d'un præceptor de la Chau[15]
- 1413 : locus de Calma super Buxum (délib. cons. de Montélimar)[14].
- 1582 : La Chaut (Chabeul, notaire à Crest)[14].
- 1648 : La Chaulx (registres de la paroisse de Saou)[14].
- XVIIIe siècle : La Chaup (inventaire de la chambre des comptes)[14].
- 1891 : Lachau, commune du canton de Séderon[14].

### Étymologie
Ce toponyme semble dériver de l'occitan chau, attesté au pluriel chaux « montagnes à sommet aplati »

## Histoire

### Antiquité: les Gallo-romains
Dépotoir romain (Ier siècle au IIIe siècle : lampes funéraires.

### Du Moyen Âge à la Révolution
La seigneurie :
- Au point de vue féodal, Lachau était une terre des barons de Mévouillon.
- Dès 1209 : possession d'une branche cadette de cette famille connue sous le nom de Raybaud ou de Raimbaud de Lachau, et qui dota, cette année-là, les habitants de Lachau de libertés municipales.
- Vers 1247 : elle passe (par mariage) aux Adhémar.
- Milieu du XIVe siècle : un neuvième de la terre passe (par mariage) aux Mévouillon de Barret.
  - Cette part passe (par héritage) aux Grolée.
  - 1582 : elle est vendue aux La Tour-Gouvernet.
- 1543 : les huit autres neuvièmes sont acquis par Antoine Escalin des Aimars (dit le capitaine Pollin).
  - 1582 : ils passent (par héritage) aux Simiane.
  - Vendus aux La Tour-Gouvernet qui deviennent ainsi les seigneurs de toute la terre de Lachau jusqu'à la Révolution.

Autre source : Notes tirées du livre de paroisse, du livre des comptes et du registre du conseil et de fabrique[réf. nécessaire].
- 1209 : Le seigneur se nomme Reybaud de Lachau et prit part à la croisade contre les albigeois pour le comte de Toulouse sous le nom de Reimbaud de la Calma. La communauté se voit concéder un consulat.
- 1230 : André, comte de Vienne et d'Albon, cède ses droits sur Lachau à Raymond de Mévouillon. Les propriétaires sont alors Galburge, mariée à Guillaume de Baux (prince d'Orange), et une autre Galburge, mariée à Lambert Adhémar (seigneur de Montélimar).
- Entre 1230 et 1430, aucun document n'a été retrouvé.
- 1450 : Pierre de Lachau, époux d'Éléonore d'Adhémar, reconnaît comme suzerain le dauphin Louis (futur roi Louis XI en 1461).
- 1582 : Le 18 octobre, Antoine II, gouverneur du Dauphiné vend ses parts de Lachau à René de la Tour-Gouvernet.
- 1616 : René de la Tour-Gouvernet achète les parts d'Adhémar sur Lachau.

Démographie : 
- 1636 : 400 habitants.
- 1775 : 675 habitants.

Avant 1790, Lachau était une communauté de l'élection de Montélimar, de la subdélégation et du bailliage de Buis-les-Baronnies.

Elle formait une paroisse du diocèse de Gap, dont l'église, dédiée à saint Martin (construite en 1613), dépendait du prieur du lieu à qui appartenaient les dîmes et qui présentait à la cure (voir Le Prieuré).

#### Le Prieuré
Dictionnaire topographique du département de la Drôme :
- 1355 : prioratus Beatae Mariae de Calma (archives de la Drôme, E 3152).
- 1516 : prioratus de Calma (pouillé de Gap).

Ancien prieuré de l'ordre de Saint-Benoît (filiation de Cluny), dépendant premièrement de celui de Lagrand, puis de celui d'Antonaves. Son titulaire était décimateur dans la paroisse de Lachau. Le service paroissial qui se faisait autrefois au village de Lachau, dans l'église de Saint-Martin, y fut transféré au XVIIe siècle.

### De la Révolution à nos jours
En 1790, la commune est comprise dans le canton de Montauban. La réorganistion de l'an VIII (1799-1800) la place dans celui de Séderon.
1791 (démographie) : 720 habitants.

## Politique et administration

### Liste des maires
| Période                                  | Période                       | Identité                             | Étiquette        | Qualité       |
| ---------------------------------------- | ----------------------------- | ------------------------------------ | ---------------- | ------------- |
| Les données manquantes sont à compléter. |                               |                                      |                  |               |
| 1871                                     |                               | ?                                    |                  |               |
| 1874                                     |                               | ?                                    |                  |               |
| 1878                                     |                               | ?                                    |                  |               |
| 1884                                     |                               | ?                                    |                  |               |
| 1888                                     |                               | ?                                    |                  |               |
| 1892                                     |                               | ?                                    |                  |               |
| 1896                                     |                               | ?                                    |                  |               |
| 1900                                     |                               | ?                                    |                  |               |
| 1904                                     |                               | ?                                    |                  |               |
| 1908                                     |                               | ?                                    |                  |               |
| 1912                                     |                               | ?                                    |                  |               |
| 1919                                     |                               | ?                                    |                  |               |
| 1925                                     |                               | ?                                    |                  |               |
| 1929                                     |                               | ?                                    |                  |               |
| 1935                                     |                               | ?                                    |                  |               |
| 1945                                     |                               | ?                                    |                  |               |
| 1947                                     |                               | ?                                    |                  |               |
| 1953                                     |                               | ?                                    |                  |               |
| 1959                                     |                               | ?                                    |                  |               |
| 1965                                     |                               | ?                                    |                  |               |
| 1971                                     |                               | ?                                    |                  |               |
| 1977                                     |                               | ?                                    |                  |               |
| 1983                                     |                               | ?                                    |                  |               |
| 1989                                     |                               | ?                                    |                  |               |
| 1995                                     |                               | ?                                    |                  |               |
| 2001                                     | 2008                          | René Tremori                         | PS               |               |
| 2008                                     | 2014                          | Philippe Magnus                      | (sans étiquette) | fonctionnaire |
| 2014                                     | 2020                          | Philippe Magnus                      |                  | maire sortant |
| 2020                                     | En cours (au 14 janvier 2021) | Philippe Magnus[source insuffisante] |                  | maire sortant |

### Rattachements administratifs et électoraux

#### Intercommunalité
Lachau fait partie :
- de 1993 à 2017, de la communauté de communes du canton de Ribiers Val de Méouge ;
- à partir du 1er janvier 2017, de la communauté de communes Sisteronais-Buëch[réf. nécessaire].

## Population et société

### Démographie
L'évolution du nombre d'habitants est connue à travers les recensements de la population effectués dans la commune depuis 1793. Pour les communes de moins de 10 000 habitants, une enquête de recensement portant sur toute la population est réalisée tous les cinq ans, les populations de référence des années intermédiaires étant quant à elles estimées par interpolation ou extrapolation. Pour la commune, le premier recensement exhaustif entrant dans le cadre du nouveau dispositif a été réalisé en 2006.

En 2022, la commune comptait 221 habitants, en évolution de −3,07 % par rapport à 2016 (Drôme : +2,64 %, France hors Mayotte : +2,11 %).
| 1793 | 1800 | 1806 | 1821 | 1831 | 1836 | 1841 | 1846 | 1851 |
| ---- | ---- | ---- | ---- | ---- | ---- | ---- | ---- | ---- |
| 670  | 680  | 754  | 590  | 645  | 737  | 727  | 875  | 888  |

| 1856 | 1861 | 1866 | 1872 | 1876 | 1881 | 1886 | 1891 | 1896 |
| ---- | ---- | ---- | ---- | ---- | ---- | ---- | ---- | ---- |
| 907  | 648  | 709  | 714  | 700  | 624  | 568  | 556  | 502  |

| 1901 | 1906 | 1911 | 1921 | 1926 | 1931 | 1936 | 1946 | 1954 |
| ---- | ---- | ---- | ---- | ---- | ---- | ---- | ---- | ---- |
| 502  | 460  | 459  | 367  | 328  | 295  | 288  | 282  | 247  |

| 1962 | 1968 | 1975 | 1982 | 1990 | 1999 | 2006 | 2011 | 2016 |
| ---- | ---- | ---- | ---- | ---- | ---- | ---- | ---- | ---- |
| 217  | 217  | 225  | 234  | 190  | 225  | 206  | 219  | 228  |

| 2021 | 2022 | - | - | - | - | - | - | - |
| ---- | ---- | - | - | - | - | - | - | - |
| 227  | 221  | - | - | - | - | - | - | - |

| Code commune | Nom de la commune | Année d'enquête | Population provisoire à l'année d'enquête | Population au recensement de 1999 | Évolution annuelle moyenne /1999 |
| ------------ | ----------------- | --------------- | ----------------------------------------- | --------------------------------- | -------------------------------- |
| 26154        | Lachau            | 2006            | 206                                       | 225                               | En % : -1,3 % • En valeur : -3   |

### Santé
Le Centre Hospitalier le plus proche est celui de Sisteron à 36 km.
L'hôpital local de Laragne est situé à 26 km.

### Manifestations culturelles et festivités
- Fête : les 15 et 16 août[17].
  - La fête votive (ou patronale) a lieu tous les étés autour du 15 août (le village de Lachau fête Sainte-Marie). Le comité des fêtes organise des animations. L'association du Luminaire organise des expositions photographiques et des rencontres artisanales. L'association de la boule de Calma encadre les concours de pétanque[réf. nécessaire].

### Loisirs
- Pêche et chasse[17].

## Économie

### Agriculture
En 1992 : bois, lavande, plantes aromatiques, tilleul, ovins, caprins, apiculture (miel).
- Foire : le 11 juin ; du 1 au 21 décembre : ce sont des foires-expositions de béliers et d'agnelles[17].

### Immobilier
| Prix au m² (vente)    | NC     |
| Prix au m² (location) | NC     |
| Taux de propriétaires | 66,7 % |

### Tourisme
- Station climatique d'été[17].

### Emploi
| Population active  | 84     |
| Nombre de chômeurs | 10     |
| Taux de chômage    | 11,3 % |

## Culture locale et patrimoine

### Lieux et monuments

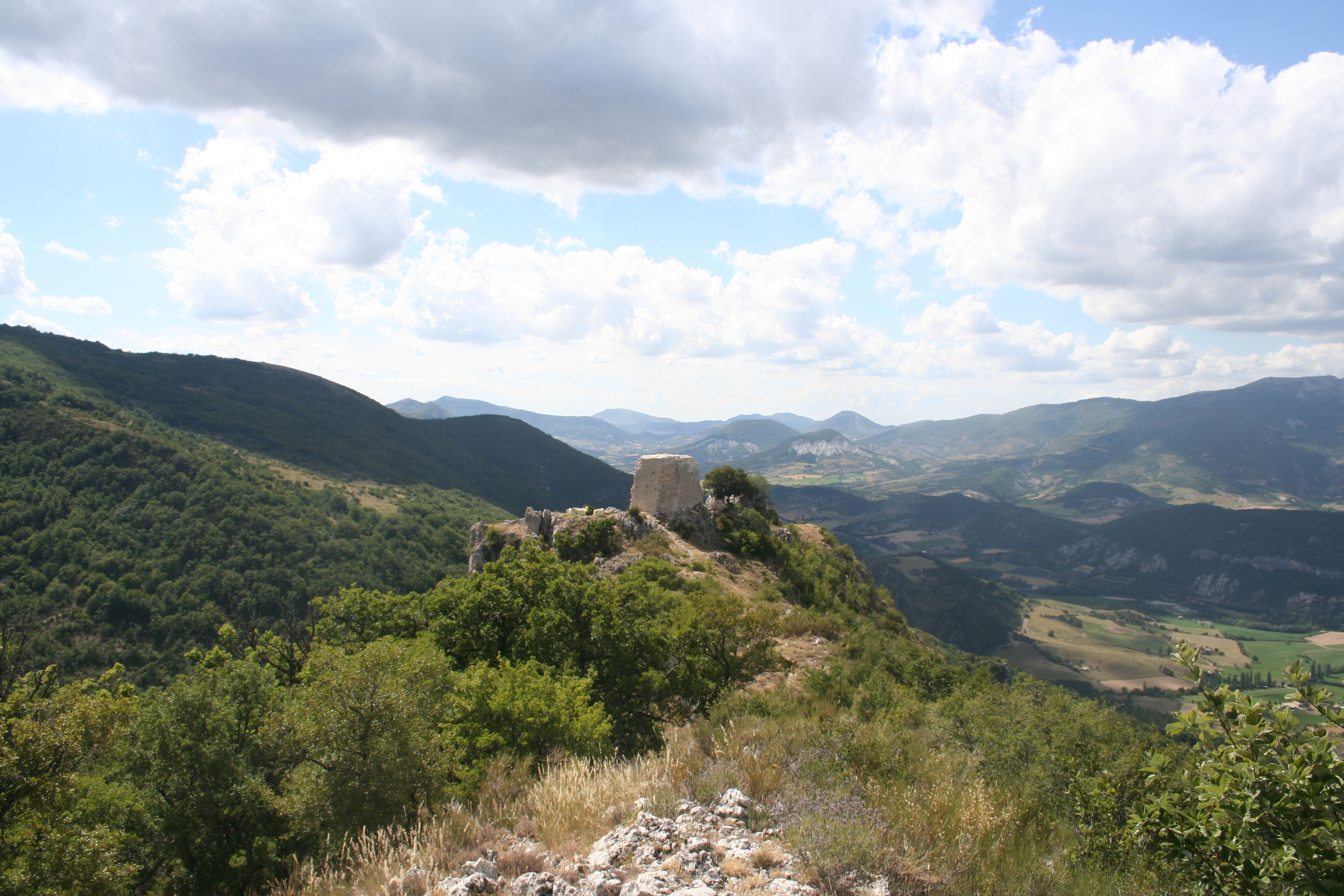
Tour de Riable.

- La tour de Riable : ruines d'un donjon médiéval quadrangulaire en cours de restauration[25].
- Château flanqué aux angles de tours rondes[réf. nécessaire].
- Château à tourelles[17].
- Église Notre-Dame-de-Calma (XIIe siècle) de style roman (classée MH) : emploi du plein cintre et de l'ogive[17].
  - Nef en berceau, haute de 13,50 mètres[réf. nécessaire].
  - Note : jusqu'à la fin du XIIe siècle, le cartulaire de l'abbaye de Cluny ne mentionne ni Lagrand ni Lachau ; le prieuré ne fut donc fondé qu'après 1190. Ce ne fut jamais un monastère, il y eut tout ou plus deux ou trois moines. En 1791, les biens du prieuré furent vendus à Michel Nave qui les revendit à une centaine d'habitants de Lachau[réf. nécessaire].
- Église Notre-Dame-de-l'Assomption de Lachau du XIXe siècle[17].
- Fontaine[17].

### Patrimoine naturel
- Grottes à stalactites[17].
- Montagne du Riable[17].

### Personnalités liées à la commune
- Lucien Bertrand (1847-1929) : ancien député de la Drôme, décédé à Lachau.

### Héraldique, logotype et devise
| Blason de Lachau | Blason  | D'azur à la tour du lieu [Tour du Riable] crénelée de cinq pièces d'argent, maçonnée, ajourée et ouverte de sable sur un rocher d'argent mouvant de la pointe; au chef d'or chargé de deux lions adossés de gueules. |
| Blason de Lachau | Détails | Le blason fait référence à Raimbaud de Calma, seigneur de Lachau (d'or au lion de gueules), aux seigneurs de La Tour Gouvernet, derniers seigneurs de Lachau avant la Révolution de 1789 (d'azur à une tour crénelée de cinq pièces d'argent au chef cousu de gueules chargé de trois heaumes d'or posés de profil) et enfin à la Tour du Riable, qui est représentative du patrimoine historique de la commune. Adopté le 8 mars 2019 par la municipalité. |